# Sabacon franzi
Sabacon franzi is een hooiwagen uit de familie Sabaconidae.